# Rio Aguanaz
O Aguanaz é um curso fluvial de 11,7 quilómetros de comprimento que corre integralmente por Cantabria (Espanha). Nasce em Fonte Aguanaz, um lugar situado cerca do bairro de Hornedo (Entrambasaguas) e une-se ao Miera em Villaverde de Pontones (Ribamontán al Monte). Faz parte do LIC Rio Miera.
No lugar da sua nascente encontra-se o centro de interpretação da água e do rio Aguanaz, formado por vários painéis. Também se erigem ali as edificações da antiga estação de bombagem de águas, sem uso na atualidade. Em Hoznayo situa-se a Fonte do Francês. Trata-se de uns mananciais de águas curativas que, segundo se costuma dizer, foram descobertos por um eclesiástico francês que escapava do seu país depois da Revolução francesa. No final da década de 1870, Gerardo Cagigal criou um balneário nesse lugar, e posteriormente fundar-se-ia a empresa de engarrafamento Águas de Hoznayo, que fechou na década dos 1980 do século XX. Atualmente seguem existindo as edificações tanto do balneário como da planta de engarrafamento.
À altura de Villaverde de Pontones une-se ao rio Miera, que através da ria de Cubas chega à baía de Santander. Ao longo do traçado do Aguanaz construíram-se vários moinhos farinheiros, alguns dos quais se conservam com outros usos.